# 캐나다 드라이

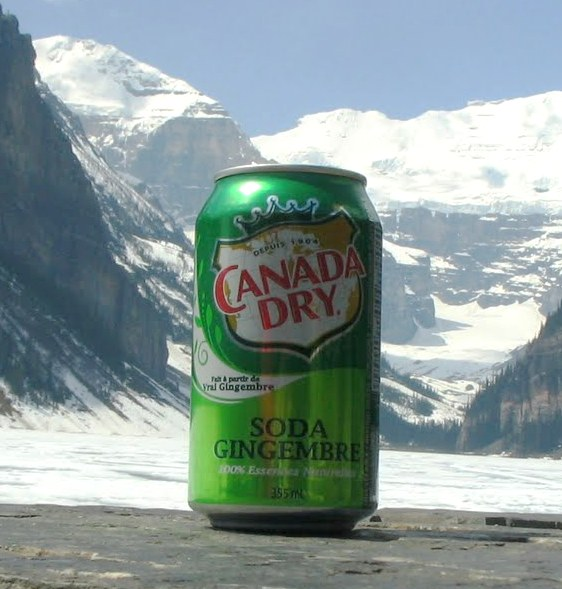

캐나다 드라이(영어: Canada Dry)는 큐릭의 캡슐커피머신, 닥터페퍼, 세븐업 등을 생산하는 큐릭닥터페퍼의 탄산 음료 브랜드이다. 캐나다 드라이는 가장 유명하고 인기가 많은 진저 애일(ginger ale, 생강을 향료로 한 청량 음료수)과 클럼 소다 (club soda)와 토닉워터 (tonic water)등이 있다. 현재 같은 브랜드로 녹차 등 다양한 음료가 출시되고 있다. 이름에서 알 수 있듯이 캐나다에서 개발되었지만, 현재 다른 나라에서도 생산되고 있으며 미국에서도 인기를 얻고 있다. 일본과 한국에서는 코카콜라에서 라이센스 생산 중이다. 우리나라에는 1980년 11월 당시 코카콜라 기술제휴사이던 한양식품과 기술제휴로 들어왔다.

## 역사
캐나다 온타리오주 Enniskillen에서 태어난 약사 John J. McLaughlin은 1890년 토론토에 탄산수 공장을 설립했다. 그는 1904년 현재의 캐나다 드라이인 캐나다 드라이 패일 진저 애일(Canada Dry Pale Ginger Ale)을 개발했다. 1919년, 캐나다 드라이가 뉴욕에 진출하면서 유명해지기 시작했고 맨하탄에 공장을 설립했다. John J. McLaughlin가 죽은 다음에 그의 회사는 Sam. P. D. Saylor가 운영하게 되고 캐나다 드라이 진저 애일 사(Canada Dry Ginger Ale, Inc)가 탄생하게 된다. 캐나다 드라이는 1907년 캐나다 총독 관저 조달품에 선정된다. 이때부터 상표에 캐나다 지도와 그 꼭대기에 있는 비버가 담긴 캐나다 왕실 문장을 사용하고 있다. 캐나다 드라이는 1903년대 전 세계로 퍼져나가기 시작했고, 1950년대부터 다양한 종류의 제품이 선보이기 시작했다. 캐나다 드라이는 현재 닥터 페퍼 스내이플 그룹이 소유하고 있지만, 캐나다 드라이의 페트병은 여전히 캐나다의 지도를 음료 로고에 포함하고 있다.